# Strzelno (stacja kolejowa)
Strzelno – nieczynna stacja kolejowa w Strzelnie, w województwie kujawsko-pomorskim, w Polsce.